# Luật Scotland
Luật Scotland là hệ thống pháp lý của Scotland. Nó là một hệ thống pháp luật hỗn hợp hoặc hỗn hợp có chứa các yếu tố luật châu Âu lục địa và thông luật, có nguồn gốc từ một số nguồn lịch sử khác nhau. Cùng với luật Anh và luật Bắc Ireland, đây là một trong ba hệ thống pháp lý của Vương quốc Anh.
Luật Scotland ban đầu trước thế kỷ 12 bao gồm các truyền thống pháp lý khác nhau của các nhóm văn hóa khác nhau sinh sống ở đất nước đó, Gaels ở hầu hết các quốc gia, với Người Anh và Anglo-Saxon ở một số quận phía nam Forth và với Norse ở các đảo và phía bắc của sông Oykel. Sự ra đời của chế độ phong kiến từ thế kỷ 12 và sự mở rộng của Vương quốc Scotland đã thiết lập nguồn gốc hiện đại của luật Scots, vốn dần bị ảnh hưởng bởi những người khác, đặc biệt là Anglo-Norman và các truyền thống pháp lý lục địa. Mặc dù có một số ảnh hưởng luật La Mã gián tiếp đối với luật của người Scotland, nhưng ảnh hưởng trực tiếp của luật La Mã đã giảm nhẹ cho đến khoảng thế kỷ 15. Sau thời gian này, luật La Mã thường được thông qua trong tranh luận tại tòa án, dưới hình thức thích nghi, nơi không có quy tắc người Scotland bản địa để giải quyết tranh chấp; và luật La Mã theo cách này đã được nhận một phần vào luật Scotland.
Luật Scotland công nhận bốn nguồn luật: luật pháp, tiền lệ pháp, các bài viết học thuật cụ thể, và tập quán. Pháp luật ảnh hưởng đến Scotland có thể được thông qua bởi Nghị viện Scotland, Nghị viện Vương quốc Anh và Liên minh châu Âu. Một số luật được thông qua trước năm 1707 Quốc hội Scotland vẫn còn hiệu lực.
Kể từ Liên minh với Anh 1707, Scotland đã có chung lập pháp với Anh và xứ Wales. Scotland vẫn giữ một hệ thống pháp lý cơ bản khác với phía nam biên giới, nhưng Liên minh đã gây ảnh hưởng tiếng Anh theo luật của Scotland. Kể từ khi Vương quốc Anh gia nhập Liên minh châu Âu, luật Scotland cũng bị ảnh hưởng bởi luật châu Âu theo Hiệp ước của Liên minh châu Âu, các yêu cầu của Công ước châu Âu về Nhân quyền (được ký kết bởi các thành viên của Hội đồng Châu Âu) và thành lập Quốc hội Scotland đã bị phá hủy có thể thông qua luật pháp trong tất cả các lĩnh vực không dành cho Westminster, như được nêu chi tiết bởi Scotland Đạo luật 1998.